# Jürgen Hennig

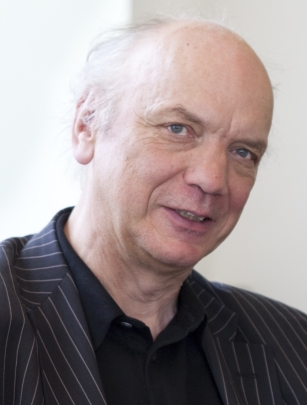
Jürgen Hennig (2010)

Jürgen Klaus Hennig (* 5. März 1951 in Stuttgart) ist ein deutscher Chemiker und Medizinphysiker. Er gilt international als einer der Wegbereiter der Magnetresonanztomographie in die klinische Diagnostik. Er war bis zu seiner Emeritierung 2022 wissenschaftlicher Direktor der Abteilung Röntgendiagnostik und Chairman des Magnetic Resonance Development and Application Centers an der Universitätsklinik Freiburg. Im Jahr 2003 wurde er mit dem Max-Planck-Forschungspreis in der Kategorie Biowissenschaften/Medizin ausgezeichnet.

## Leben

### Wissenschaftliche Laufbahn
Von 1969 bis 1977 studierte Hennig Chemie in Stuttgart, London, München und Freiburg. In den Jahren 1977–1981 war er wissenschaftlicher Angestellter am Institut für physikalische Chemie der Albert-Ludwigs-Universität Freiburg, wo er unter der Leitung von Herbert Zimmermann seine Doktorarbeit über NMR-Untersuchungen zur intramolekularen Austauschkinetik anfertigte. Während dieser Zeit kam Hennig durch die Inaugural-Vorlesung seines Betreuers Hans-Heinrich Limbach über die Arbeiten des späteren Nobelpreisträgers Paul Lauterbur erstmals mit der Magnetresonanztomographie (MRT) in Kontakt.
Von 1982 bis 1983 war Hennig Post-Doc an der Universität Zürich, wo er auf dem Gebiet der CIDNP-Spektroskopie arbeitete. Seine erste eigene NMR-Pulssequenz entwickelte er 1982 zur Messung von intramolekularen Austauschprozessen. Während der Zeit in Zürich entschied sich Hennig, zukünftig im Bereich der NMR-Methodenentwicklung zu arbeiten und weniger im Bereich der Chemie.
Seine Arbeit an der Universitätsklinik Freiburg begann Hennig 1984 als wissenschaftlicher Angestellter in der Abteilung Röntgendiagnostik. Dort entwickelte er in enger Kooperation mit der Firma Bruker Medizintechnik GmbH die RARE-Methode. Mit dem Thema „Spezielle Aufnahmetechniken für die Kernspin-Tomographie“ habilitierte er sich im Jahr 1989 an der Medizinischen Fakultät der Albert-Ludwigs-Universität Freiburg.
Im Jahr 1993 erhielt Hennig eine Professur an der Universitätsklinik Freiburg als Leiter der Arbeitsgruppe MR-Tomographie in der Abteilung Röntgendiagnostik. Zum Leiter der Sektion Bildgebende und Funktionelle Medizinphysik der Abteilung Röntgendiagnostik wurde er 1998 ernannt. Im Jahr 2001 wurde Hennig Forschungsdirektor der Abteilung Röntgendiagnostik. Im selben Jahr gründete er an der Universitätsklinik Freiburg das Magnetic Resonance Development and Application Center (MRDAC). Eine Kooptation an die Fakultät für Mathematik und Physik der Albert-Ludwigs-Universität Freiburg folgte 2002.
Hennig wurde 2004 auf eine C4-Professur der Universitätsklinik Freiburg berufen und ist seitdem wissenschaftlicher Direktor der Abteilung Röntgendiagnostik. Die von ihm seit 1984 aufgebaute und geführte Arbeitsgruppe zur Forschung und Entwicklung im Bereich der Magnetresonanztomographie ist bis Ende 2012 auf ca. 80 Mitarbeiter angewachsen.
Hennig war 1999 Präsident der International Society for Magnetic Resonance in Medicine (ISMRM).
Seit 2008 hält er eine Gastprofessur am Wisconsin Institute for Medical Research der University of Wisconsin–Madison.
Seit 2011 ist er Mitglied der Nationalen Akademie der Wissenschaften Leopoldina.
Im Jahr 2022 wurde Hennig emeritiert.

### Arbeiten
Von Hennig stammen zahlreiche fundamentale Beiträge zur Entwicklung der Magnetresonanztomographie (MRT).
Basierend auf der CPMG-Multiecho-Methode, entwickelte Hennig 1984 die RARE-Sequenz (Rapid Acquisition with Relaxation Enhancement). Durch seine Arbeit konnte die Aufnahmedauer der MRT maßgeblich verkürzt werden, was einen entscheidenden Schritt für den Einsatz in der klinischen Routine darstellte. Außerdem erlaubt RARE, den diagnostisch relevanten T2-Kontrast der MRT zu steuern. Die RARE-Methode wurde erstmals 1984 in der deutschen Fachzeitschrift „Der Radiologe“ veröffentlicht. Ein erster Versuch zur internationalen Publikation wurde zunächst abgelehnt, mit dem Kommentar, diese Methode sei bereits ausprobiert worden und funktioniere nicht. Im Jahr 1986 folgten internationale Veröffentlichungen. RARE ist gegenwärtig eine der Standardmethoden in der medizinischen MRT. Die Methode ist auch unter den Akronymen TSE (Turbo Spin Echo) und FSE (Fast Spin Echo) bekannt.
Die Hyperecho-Methode wurde von Hennig 2001 veröffentlicht. Damit kann die spezifische Absorptionsrate (SAR) einer RARE-Sequenz unter nahezu vollständiger Beibehaltung der Bildqualität deutlich verringert werden. Dies ist für die medizinische Anwendung der MRT bei hoher Flussdichte des Hauptmagnetfelds von Bedeutung.
Ein Konzept zur Bildgebung mit nichtlinearen Magnetfeldgradienten veröffentlichte Hennig 2008. Dadurch kann die Bildauflösung in der MRT des Gehirns in dessen äußeren Bereichen erhöht werden.
Aus den Arbeiten von Hennig sind zahlreiche Patente zu neuen MR-Methoden hervorgegangen.

### Verbindungen nach Asien
Im Jahr 1985 reiste Hennig nach China, um in Guangzhou einen der ersten MR-Tomographen in China aufzubauen. Am 25. Dezember 1985 gelang damit das erste in China aufgenommene MR-Bild. Danach war er zu weiteren MRT-Installationen in China vor Ort.
Hennig ist seit 1993 Präsident der damals unter seiner Beteiligung gegründeten European-Chinese Society for Clinical Magnetic Resonance. Er ist Ehrenmitglied der Chinesischen Radiologischen Gesellschaft. Hennig wurde 2011 zum „Einstein-Professor“ der Chinesischen Akademie der Wissenschaften ernannt. Er erhielt 2010 den Tsungming-Tu-Preis, die höchste wissenschaftliche Auszeichnung Taiwans.
Seit 2004 ist Hennig Mitglied der Akademie der Wissenschaften der Republik Tatarstan. Außerdem pflegt er Kooperationen mit Hongkong, Südkorea und Singapur.

## Auszeichnungen
- 1992: European Magnetic Resonance Award[10]
- 1993: Kernspintomographie-Preis 1993
- 1994: Goldmedaille der Society of Magnetic Resonance[11]
- 2003: Max-Planck-Forschungspreis in der Kategorie Biowissenschaften/Medizin
- 2006: Albers-Schönberg-Medaille der Deutschen Röntgengesellschaft
- 2010: Tsungming-Tu-Preis des National Science Council, Taiwan
- 2014: Ehrendoktorat der Universität Maastricht[12]
- 2015: Hounsfield Memorial Lecture[13] Imperial College London
- 2016: Alfred-Breit-Preis der Deutschen Röntgengesellschaft[14]
- 2025: Verdienstorden des Landes Baden-Württemberg[15]

## Zitate
„Ich hatte kaum das Gefühl ‚erfinderisch‘ zu sein, ich habe nur das, was ich über Spinphysik in meiner Zeit in der Physikalischen Chemie gelernt habe, auf die vorliegende Fragestellung angewendet.“

„Die Welt (und die Welt der MR im Besonderen) ist voller ‚unmöglicher‘ Dinge, die es in die Wirklichkeit geschafft haben.“